# 長福丸
長福丸（ちょうふくまる）は、九州商船が運航していた貨客船。太平洋戦争開戦前に徴用されるも戦没を逃れ、後に伊豆箱根鉄道、東海汽船で就航、1970年代まで約半世紀に渡って活躍した。

## 船歴
九州汽船の発注で三菱重工業長崎造船所で建造され、1926年（大正15年）3月31日に竣工した。竣工時は主機に三連成レシプロ機関1基を搭載した貨客船であった。1926年4月5日に長崎 - 玉之浦（福江島）航路に就航後、下五島 - 屋久島航路に転配された。1928年（昭和3年）6月6日、社名変更により九州商船の保有となる。
1940年（昭和15年）12月15日、三菱重工業長崎造船所で艤装工事に着手、12月25日、佐世保鎮守府所管の特設捕獲網艇となり大湊防備隊に配属された。1941年（昭和16年）1月15日、第52駆潜隊に編入され司令艇となった。2月3日から3月22日にかけて名村造船所で艤装工事を行い、3月5日に第521号捕獲網艇と略称が制定された。この間、2月2日から3月1日まで同隊の司令艇は第17昭南丸が引き継いだ。5月15日、第52駆潜隊の編成から解かれ6月25日に除籍となり、7月7日に徴用を解除された。その後、艤装を撤去して同年12月22日に長崎 - 玉之浦航路に復帰した。
1945年（昭和20年）5月14日、奈良尾沖で米軍の哨戒機2機から銃爆撃を受け多数の死傷者を生じた。操舵室が大破したものの福見港内への退避に成功、奈良尾港へ曳航され、負傷者は救護所となった映画館へ収容された。
戦後は終戦後はGHQの日本商船管理局（en:Shipping Control Authority for the Japanese Merchant Marine, SCAJAP）によりSCAJAP-C014の管理番号を与えられ、再び五島航路に就航。1949年（昭和24年）に大阪商船から購入した小型客船28隻組の藤丸、1952年（昭和27年）に尼崎汽船から購入した大衆丸が椿丸として五島航路に就航したため、本船は1952年11月に屋久島・種子島航路に転配された。1957年（昭和32年）に楓丸の就航により引退した。
1957年10月、伊豆箱根鉄道に売却され、伊豆箱根丸となった。新設の熱海 - 大島航路に就航する予定であったが東海汽船と競願となり、本船の老朽化が衆議院の運輸委員会で議題に上るなどして、航路の認可は遅れ、就航は1959年（昭和34年）4月となった。1960年（昭和35年）12月に主機をディーゼル機関に換装、貨物艙を廃して純客船となった。
1966年（昭和41年）8月、伊豆箱根鉄道の大島航路撤退により東海汽船に売却され、熱海 - 大島航路に就航した。1967年（昭和42年）にはまゆう丸の就航により転配され、1968年（昭和43年）4月にさつき丸と改名された。
1973年（昭和48年）、小笠原海運に用船されていた椿丸が返却されたため引退、その後解体された。

## 捕獲網艇長
1. 田代鷹次 予備中尉：1940年12月25日[5] - 1941年5月15日[6]